# Hochblanken
Hochblanken är en bergstopp i Österrike.   Den ligger i distriktet Bregenz och förbundslandet Vorarlberg, i den västra delen av landet, 500 km väster om huvudstaden Wien. Toppen på Hochblanken är 2 068 meter över havet, eller 582 meter över den omgivande terrängen. Bredden vid basen är 21,4 km. Hochblanken ingår i Kanisfluh.
Terrängen runt Hochblanken är bergig åt nordost, men åt sydväst är den kuperad. Runt Hochblanken är det ganska glesbefolkat, med 47 invånare per kvadratkilometer.. Närmaste större samhälle är Dornbirn, 14,9 km nordväst om Hochblanken. 
I omgivningarna runt Hochblanken växer i huvudsak blandskog.